# Проклятие людей-кошек
«Проклятие людей-кошек» (англ. The Curse of the Cat People) — фильм режиссёров Гюнтера фон Фрича и Роберта Уайза, вышедший на экраны в 1944 году.
Хотя фильм считается сиквелом «Людей-кошек» (1942), и в обеих картинах действует много общих персонажей, тем не менее, история, которая рассказывается в этом фильме, совершенно иная. Фильм рассказывает о шестилетней девочке с богатым воображением, которая из чувства одиночества заводит дружбу с привидением, предстающим в образе Ирены, женщины-кошки, погибшей в первом фильме. Попытки отца девочки вернуть её из мира фантазий в реальный мир приводят к конфликту, который благополучно разрешается благодаря вмешательству привидения. По мнению современных критиков, эта картина не относится к жанру хоррор, как «Люди-кошки», её чаще всего называют семейной мелодрамой или относят к жанру фэнтези.
Этот фильм стал дебютной режиссёрской работой знаменитого в будущем режиссёра Роберта Уайза, который до того работал киномонтажёром.

## Сюжет
Действие фильма происходит через несколько лет после смерти героини фильма «Люди-кошки» Ирены Дубровны (Симона Симон). Её вдовец, инженер-кораблестоитель Оливер Рид (Кент Смит) женился на своей коллеге Элис Мур (Джейн Рэндолф), и они переехали из Нью-Йорка в небольшой городок Тарритаун, у них родилась дочь Эми (Энн Картер), которой исполняется шесть лет. Эми посещает детский сад, однако не может поладить с другими детьми, ей не интересны их игры, и куда более привлекает общение с бабочками. Дети жалуются воспитательнице мисс Кэллэхэн (Ив Марч), что с Эми невозможно играть, так как она им только мешает.
На следующий день семья Ридов ждёт гостей по случаю дня рождения Эми. Готовясь к празднику, Оливер делится с Элис своими переживаниями по поводу замкнутости Эми, и того, что реальному миру она предпочитает мир собственных иллюзий, как и его первая жена Ирена. Когда приглашённые дети не приходят к назначенному сроку, Оливер пытается выяснить у их родителей, собираются ли дети на праздник. Однако оказывается, что никто из них не получал приглашения. Оливер спрашивает у Эми, где приглашения, которые они вместе составляли несколько дней назад. Та отвечает, что положила приглашения в почтовый ящик в дупло «волшебного дерева». В итоге Оливер, Элис и Эми втроём отмечают день рождения, во время которого Эми обещает родителям подружиться с соседскими детьми.
На следующий день Эми выходит на улицу и пытается подружиться с соседскими детьми, но три девочки, с которыми она хочет поиграть, убегают от неё. Эми пытается их догнать, но когда она пробегает мимо большого старого дома, какой-то красивый старческий голос из окна просит её зайти в сад. Эми подходит ближе к дому, после чего из окна вылетает кольцо на привязанном к нему платке. Эми подбирает кольцо, но в этот момент из дома выходит злая молодая женщина (Элизабет Расселл), забирает платок и уходит обратно в дом. Вернувшись домой, Эми рассказывает отцу о том, как пыталась подружиться с другими детьми, что его искренне радует. Но когда Эми начинает говорить о голосе из окна, Оливер с грустью решает, что дочь опять предаётся своим фантазиям. Элис не согласна с Оливером, считая, что с их дочерью всё в порядке, и они начинают спорить.
Слуга Ридов, Эдвард (Сэр Ланселот), рассказывает Эми, что согласно народным поверьям, если повернуть кольцо на пальце и загадать желание, то оно обязательно сбудется. Однажды днём играя в саду, Эми поворачивает на пальце кольцо и загадывает желание, чтобы у неё был друг. Внезапно с деревьев начинают падать листья, свет сверкает и меркнет, а Эми как будто начинает играть и разговаривать с невидимым другом.
Тем же вечером, узнав о кольце, мать говорит Эми, что его надо вернуть владельцам, и на следующее утро девочка отправляется в тот самый дом Фэрренов. Дверь ей открывает та же молодая женщина, которая отобрала у неё платок, как выясняется, её зовут Барбара Фэррен. Барбара запирает дверь в дом и тут же исчезает, и Эми остаётся в огромной гостиной наедине со странными и пугающими вещами. Неожиданно из-за занавески появляется Джулия Фаррен (Джулия Дин), импозантная пожилая дама, бывшая актриса, которая слегка тронулась рассудком. Она не признаёт свою дочь Барбару, утверждая, что её настоящая дочь умерла в пятилетнем возрасте, а Барбара, которая выдаёт себя за дочь, попросту самозванка. Джулия проявляет свою любовь только Эми, что раздражает Барбару, которая, несмотря на все усилия сблизиться с матерью, чувствует себя в доме прислугой. Джулия как настоящая актриса читает Эми отрывок из «Легенды о Сонной лощине» про всадника без головы, что производит на девочку сильное впечатление. В этот момент появляется Эдвард, слуга семьи Ридсов (Сэр Ланселот), и уводит Эми домой. В порыве ревности Барбара после ухода Эми клянётся при следующей встрече убить девочку. Ночью Эми снится сон о всаднике без головы, и она просит своего воображаемого друга утешить её. Вызванный призывом Эми, нежный ветер, а за ним и тень входят в комнату.
Однажды Эми находит в ящике тумбочки среди старых семейных фотографий портрет умершей Ирены, и он очаровывает девочку. Когда родители узнают, что Эми нашла фотографию Ирены, Оливер, чтобы не вызвать дополнительных проблем с женой и дочерью, сжигает всё фотографии своей первой жены в камине, оставляя себе одну совместную фотографию на память. Когда Эми выходит в сад и зовёт своего друга, он появляется в образе Ирен. Они становятся друзьями. Наступает зима, и в канун Рождества Эми выбегает из дома, чтобы подарить Ирене подарок.
Позднее, увидев фото Оливера и Ирены, Эми объявляет, что эта женщина и есть её друг. Это тревожит Оливера, который просит дочь выйти в сад и позвать своего друга. Эми указывает отцу на дерево, утверждая, что под ним стоит Ирена. Отец ничего не видит, и, решив, что Эми в очередной раз всё выдумала, наказывает ребёнка, запирая в её комнате. Когда наказанная Эми рыдает в своей комнате, появляется Ирена и говорит ей, что должна с ней попрощаться и уйти навсегда. Махнув Эми на прощанье, она исчезает.
Пока родители вместе с воспитательницей мисс Кэллэхэн в очередной раз обсуждают поведение Эми, девочка незаметно выскальзывает из дома и отправляется на поиски Ирены прямо в лес, где начинается сильный снегопад. Мисс Кэллэхэн тем временем пытается объяснить, что Оливер несправедливо наказал свою дочь за обычные детские фантазии, и убеждает его не наказывать девочку, а попытаться лучше понять её, стать ей другом. Оливер решает помириться с Эми, и поднимается в её комнату, однако с ужасом видит, что дочь пропала. Мисс Кэллэхэн срочно вызывает полицию, а родители немедленно отправляются в лес на поиски девочки.
Тем временем Эми, которая попадает в бушующую вьюгу, ложится к дереву и вспоминает историю о всаднике без головы. Ей кажется, что до неё доносится стук копыт скачущей лошади. От страха Эми съёживается, но оказывается, что за стук копыт она приняла грохот старой машины. В испуге девочка убегает, и в поисках укрытия стучится в дом Фэрренов. Дверь открывает Джулия, и чтобы Барбара не заметила девочку, намеревается спрятать её у себя на втором этаже. Однако при быстром подъёме по лестнице сердце Джулии не выдерживает, она теряет сознание, падает и умирает. В этот момент появляется Барбара, они с Эми пристально смотрят друг на друга. В какой-то момент Эми представляется, что Барбара — это Ирена. Девочка спускается вниз по лестнице и обнимает Барбару, называя её своим другом. Руки Барбары, первоначально напряжённо сжатые около головы девочки, расслабляются, и она в ответ тоже обнимает Эми.
В этот момент приезжают Оливер вместе с полицией. Некоторое время спустя Оливер обещает Эми быть её другом, и принимать её воображаемых друзей. Поняв, что она больше не нужна, Ирена исчезает.

## В ролях
- Симона Симон — Ирена Рид, умершая жена Оливера
- Кент Смит — Оливер Рид
- Джейн Рэндолф — Элис Рид
- Энн Картер — Эми Рид
- Ив Марч — мисс Кэллэхэн, воспитательница Эми
- Джулия Дин — миссис Джулия Фаррен
- Элизабет Расселл — Барбара Фаррен
- Эрфорд Гейдж — капитан полиции
- Сэр Ланселот — Эдвард, дворецкий и повар Рида

## Производство и прокат фильма
Вэл Льютон вошёл в историю кино как создатель нового киножанра «психологический фильм ужасов». В 1942—1946 годах на студии РКО он продюсировал первые и лучшие картины в этом жанре, среди них «Люди-кошки» (1942), «Я гуляла с зомби» (1943), «Человек-леопард» (1943), «Седьмая жертва» (1943), «Корабль-призрак» (1943) и «Похититель тел» (1945).
В 1944 году Льютон приступил к работе над картиной, которая, как предполагалось руководством студии РКО, будет сиквелом коммерчески наиболее успешного фильма студии «Люди-кошки». При работе над фильмом Льютон вложил в него много личного, введя в историю некоторые автобиографические подробности из собственного детства, такие как приглашения на день рождения, которые «отправляются по почте», когда кладешь их в дупло дерева. Льютон провёл детство в Тарритауне, где происходит и действие фильма, и очень любил истории про привидения, такие как история про «всадника без головы» из «Легенды о Сонной лощине» Вашингтона Ирвинга, отрывок из которой фигурирует в фильме.
Производство фильма началось в павильонах студии РКО в Голливуде 26 августа и было завершено 4 октября 1943 года, дополнительные съёмки были сделаны в течение недели, начиная с 21 ноября.
В качестве режиссёра фильма дебютировал Гюнтер фон Фрич, который до того ставил лишь короткометражные фильмы. Согласно информации «Голливуд репортер», когда при работе над картиной Фрич выбился из съёмочного графика, монтажёр фильма Роберт Уайз был поставлен вместо него, также дебютировав в роли режиссёра. По официальным документам РКО, картина была завершена с опозданием от графика на девять дней и превысила бюджет с запланированных 147 до 212 тысяч долларов.
В дальнейшем фон Фрич так и остался малоизвестным режиссёром, в то время как Уайз сделал успешную карьеру. Он, в частности, поставил для Льютона в 1945 году высоко оценённый фильм ужасов «Похититель тел» (1945), после чего последовали такие успешные фильмы нуар, как «Рождённый убивать» (1947), «Подстава» (1949) и «Ставки на завтра» (1959), фантастический фильм «День, когда Земля остановилась» (1951) и фильм ужасов «Логово дьявола» (1963). В 1942 году Уайз был номинирован на Оскар за лучший монтаж фильма «Гражданин Кейн» (1941). Впоследствии как режиссёр он номинировался на Оскар за фильм «Я хочу жить!» (1958) и получал Оскары за фильмы «Вестсайдская история» (1961) и «Звуки музыки» (1965). Два последних фильма принесли ему также Оскаров за лучший фильм как продюсеру, кроме того, как продюсер он удостоился номинации на Оскар за фильм «Песчаная галька» (1966).
РКО пыталась воспользоваться популярностью фильма Вэла Льютона «Люди-кошки» (1942), назвав этот фильм «Проклятие людей-кошек» и пригласив Симону Симон, Кента Смита и Джейн Рэндолф, чтобы те сыграли тех же персонажей, что и первом фильме. Хотя в обоих фильмах действуют те же персонажи, по жанру «Проклятие людей-кошек» — это скорее фэнтези, чем хоррор, и люди в нём не превращаются в кошек. В одном из более поздних интервью сценарист картины ДеВитт Бодин, написавший сценарии обоих фильмов, утверждал, что Льютон хотел назвать картину «Эми и её друг», тем самым убрав какую-либо связь с более ранним фильмом, но студия с ним не согласилась.
Руководство студии было разочаровано, увидев режиссёрскую версию картины, и настояло на нескольких дополнительных сценах, таких как сцена в самом начале, где мальчики пугают чёрного кота, которые были досняты и вставлены в картину. Одновременно некоторые моменты, которые играли важную роль по сюжету, были удалены при повторном монтаже, чтобы вместить новые сцены.
Чтобы повысить коммерческую привлекательность фильма, РКО настаивало на том, чтобы подавать фильм так, как будто это фильм ужасов — рекламные лозунги гласили «Чёрная угроза снова бросает в дрожь!», «Странное, запретное, захватывающее», «Мягкая история ужаса!» и «Женщина-зверь снова крадётся по ночам». Кроме того, рекламный отдел РКО рекомендовал владельцам кинотеатров использовать следующие рекламные приёмы — «Нанесите следы кошачьих лап с когтями, ведущие к вашему кинотеатру», "Направьте нескольких мужчин и женщин в кошачьих масках на улицы города с карточками на спине «А кошки — люди?» и т. п..
Однако, «как и следовало ожидать, фильм не сработал на аудиторию, подготовленную рекламой увидеть типичный фильм ужасов. Тем не менее, многие признанные кинокритики были впечатлены фильмом и даже считали его самым большим достижением Льютона».

## Оценка фильма критикой
После выхода на экраны фильм получил как отрицательные, так и сдержанно положительные отклики от критиков. Так, журнал «Variety» оценил картину как «глубоко разочаровывающую». С другой стороны, кинокритик Босли Кроутер написал в «Нью-Йорк таймс»: «Продюсеры РКО ввели в фильм некоторые элементы хоррора и попытались сделать вид, что это сиквел „Людей-кошек“. Однако в действительности фильм значительно отходит от обычных фильмов ужасов и предстаёт как странное и трогательное исследование работы чувствительного детского ума», далее отметив: «Очень жаль, что коммерческие соображения вынудили ввести ужасы в этот фильм, так как его лучшими моментами стали те, когда продюсеры пытаются передать душевное состояние ребёнка». Кроутер заключает, что "вся концепция и построение картины предполагает опору на фантазию и воображение. Главный же недостаток картины заключается в том, что он «проклят» налётом и некоторыми дешёвыми эффектами из «Людей-кошек».
С годами репутация фильма выросла. Историк кино Уильям К. Эверсон обнаружил в «Проклятии людей-кошек» то же чувство красоты, что и в «Красавице и чудовище» (1946) Жана Кокто, а режиссёр Джо Данте сказал, что «качества беспокойной диснеевской сказки в фильме ошеломили поклонников хоррора на десятилетия».
Журнал «TimeOut» написал, что это «далеко не фильм ужасов, а трогательный, чувственный и лиричный фильм о детстве, психологически проницательный, умный и иногда тревожный, в центре внимания которого находится детский взгляд на грустный и жестокий мир». Далее журнал отмечает, что как «Люди-кошки», так и этот фильм «показывают, как вина, страх и фантазии могут вырасти из одиночества и непонимания». Деннис Шварц иронически замечает, что в фильме есть «те же актёры», что и в «Людях-кошках», но нет «ни проклятий, ни людей-кошек». По мнению Шварца, этот фильм представляет собой «скорее семейную мелодраму, чем историю ужасов», так как Льютон «сделал фильм о трудностях детства и воспитания детей, опираясь на собственный детский опыт и трудности, которые он испытывал с собственной дочерью». Критик также обращает внимание на то, что «фильм так до конца и не проясняет, было ли это привидение, которое подружилось с одиноким ребёнком или это просто был плод её воображения». Кинокритик Хэл Эриксон, назвав картину «увлекательной и бесконечно очаровательной фэнтези, рассказанной глазами ребёнка», заключил, что как «обворожительный взгляд на чудесное безграничное царство детской фантазии фильм добивается огромного успеха».